# Polygonatum lasianthum
Polygonatum lasianthum là một loài thực vật có hoa trong họ Măng tây. Loài này được Maxim. miêu tả khoa học đầu tiên năm 1883.